# Круп'янські
Круп'янські (рос. Крупянские) —український старшинський, пізніше дворянський рід.

## Походження
Нащадки Мартьяна Круп'янського, вбитого під Чигирином в 1678 році.

## Опис герба
Щит чотирьохчастинний, блакитний: в 1 полі золотий кавалерський хрест; в 2 полі золоті: перевернутий півмісяць і зірка в ряд; в 3 полі обернена вліво озброєна мечем рука; в 4 полі срібні спис і стріла в андріївський хрест.
Щит увінчаний дворянським нашоломником і короною. Нашоломник: птах. Намет на щиті блакитний, підкладений сріблом.